# 江場秀志
江場 秀志（えば ひでし、1946年 - ）は、日本の作家、精神科医。本名・庄田秀志。茨城県生まれ。

## 経歴
信州大学医学部卒。同大精神医学教室で研修。1979年「躁うつ病におけるCyclic AMPの変動 炭酸リチウム療法との関連において」で医学博士。
1979年より7年半、沖縄に赴任。第8回新沖縄文学賞受賞、1987年「午後の祀り」ですばる文学賞を受賞。40代から精神病理学を始める。日本精神病理学会評議員。信州大学医学部精神医学教室助教授を経て、1999年国立小諸療養所に赴任。2003年同所長。2004年国立病院機構小諸高原病院院長。信州大学医学部臨床教授を経て、同上名誉院長。

## 著書
- 『切られた絵』屋上の会 屋上叢書 1978
- 『午後の祠り』集英社 1987
- 『黄泉の森』審美社 1996
- 『花酔い』新風舎 2005
- 『戦後派作家たちの病跡』庄田秀志 勉誠出版 2011
- 『応用人間学としてのパトス 臨床から精神病理学へ』庄田秀志 星和書店 2013

## 論文
- <庄田秀志